# Ommatius speciosus
Ommatius speciosus là một loài ruồi trong họ Asilidae. Ommatius speciosus được Scarbrough & Hill miêu tả năm 2000. Loài này phân bố ở miền Ấn Độ - Mã Lai.